# Ramón Cabrera
 (février 2023).
Si vous disposez d'ouvrages ou d'articles de référence ou si vous connaissez des sites web de qualité traitant du thème abordé ici, merci de compléter l'article en donnant les références utiles à sa vérifiabilité et en les liant à la section « Notes et références ».
Pour les articles homonymes, voir Ramón Cabrera (baseball) et Cabrera.
Ramón Cabrera y Griñó (27 décembre 1806, Tortose (province de Tarragone) - 24 mai 1877, Wentworth (Royaume-Uni)), général carliste d'Espagne.

## Biographie
Ses parents étaient de pauvres marins. Son père mourut lorsqu'il avait 5 ans. Son éducation fut d'abord celle de tous les enfants de sa classe en Espagne. Il passa ses premières années à jouer au bord de l'Èbre et dans les rues de Tortosa.
Quand il fut un peu plus grand, on le destina à l'état ecclésiastique, et on le plaça comme clerc ou farnulo chez un chanoine de la cathédrale nommé don Vincente Presivia.
Le caractère indépendant et dissipé du jeune Cabrera ne s'accommodait pas de cette vie studieuse et docile. Il était paresseux, débauché, querelleur, effronté, enfin un franc tronero (vaurien), si bien que quand vint pour lui le moment de solliciter le sous-diaconat, l'évêque don Victor Saez le lui refusa.
Le voilà donc sur le pavé à vingt-quatre ans, sans état, sans argent, avec une réputation détestable, ne sachant que devenir. Alors arriva à Tortose la nouvelle de la mort de Ferdinand VII. Ce fut un grand bonheur pour l'écolier désappointé, qui s'empressa de profiter de l'occasion.
Sept à huit jours après, vers la mi-octobre 1833, une conspiration fut découverte contre l'autorité de la reine Isabelle II ; Cabrera en était. Le général Berton, gouverneur de la ville, ordonna des poursuites ; le vicaire général don Mateo Sanpons informa contre lui. Il parvint à s'évader et se sauva dans les montagnes, refuge habituel de tous ceux qui ont affaire à la justice dans les villes. Là, il apprit que la forteresse de Morella était tombée au pouvoir d'une insurrection carliste, et il s'y rendit aussitôt pour s'enrôler.
Cette ville de Morella joue un grand rôle dans la vie de Cabrera ; elle a été successivement le berceau, le siège et le tombeau de sa fortune.

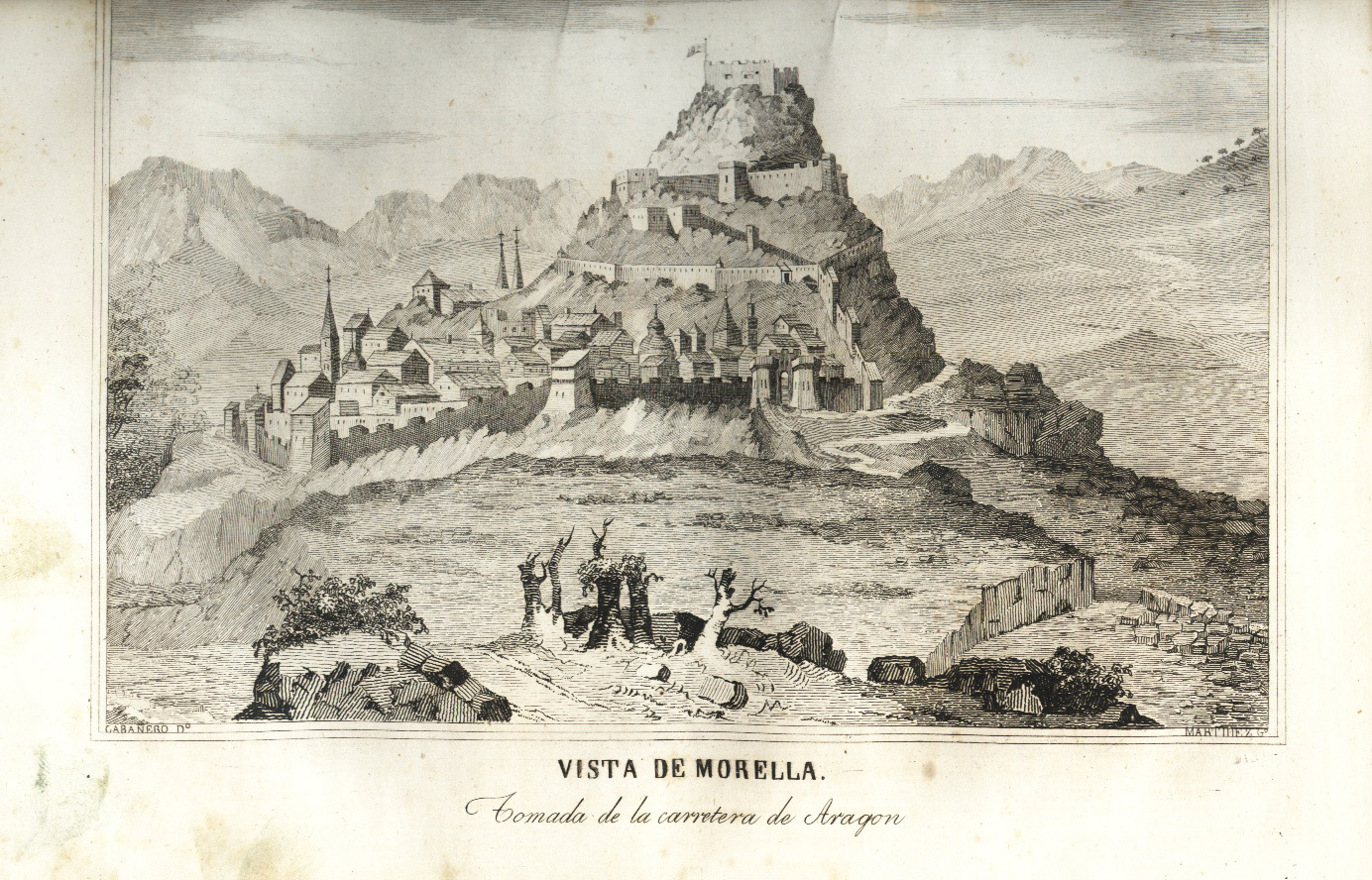
Morella

L'importance de ce point est très connue dans ce pays ; c'est sur lui que durent naturellement se porter les premiers efforts de la révolte.
Le baron de Herbes, ancien corrégidor de Valence, et l'alcade de Villaréal, don Joaquin Llorens, n'eurent pas plutôt appris la mort de Ferdinand VII, que, se plaçant à la tête de quelques bataillons royalistes, ils arborèrent l'étendard de Charles V, et se dirigèrent sur le Maestrazgo.
Le colonel don Victoria Sea, gouverneur de Morella, soit par sympathie d'opinions, soit qu'il ne se crût pas en état de se défendre, leur ouvrit les portes de la place, et, ils y établirent leur quartier général.
Ce fut alors que Cabrera se présenta. On était dans les premiers jours de 1833. Il arriva dans cette ville. Comme il annonça qu'il savait écrire, on le fit caporal, et les armes manquant on lui donna un fusil de chasse. Les bandes carlistes furent bientôt attaquées par le général Berton, à la Pedrera, en face de Morella.
La jeune recrue montra une véritable bravoure dans cette dernière affaire, et reçut pour récompense le grade de sergent. 
La vie militaire de Cabrera n'eut de durée que celle de la guerre civile. On a raconté diversement son début. On prétend, par exemple, qu'un jour il se présenta au quartier général de don Carlos (le prétendant), et demanda à lui remettre des dépêches importantes. Ces dépêches, il les avait enlevées à un courrier chargé de les porter au gouvernement de Madrid. Le malheureux courrier avait été assassiné.
Mina usant de représailles, fit arrêter à Tortosa la vieille mère de Cabrera et la fit mettre à mort (1836).

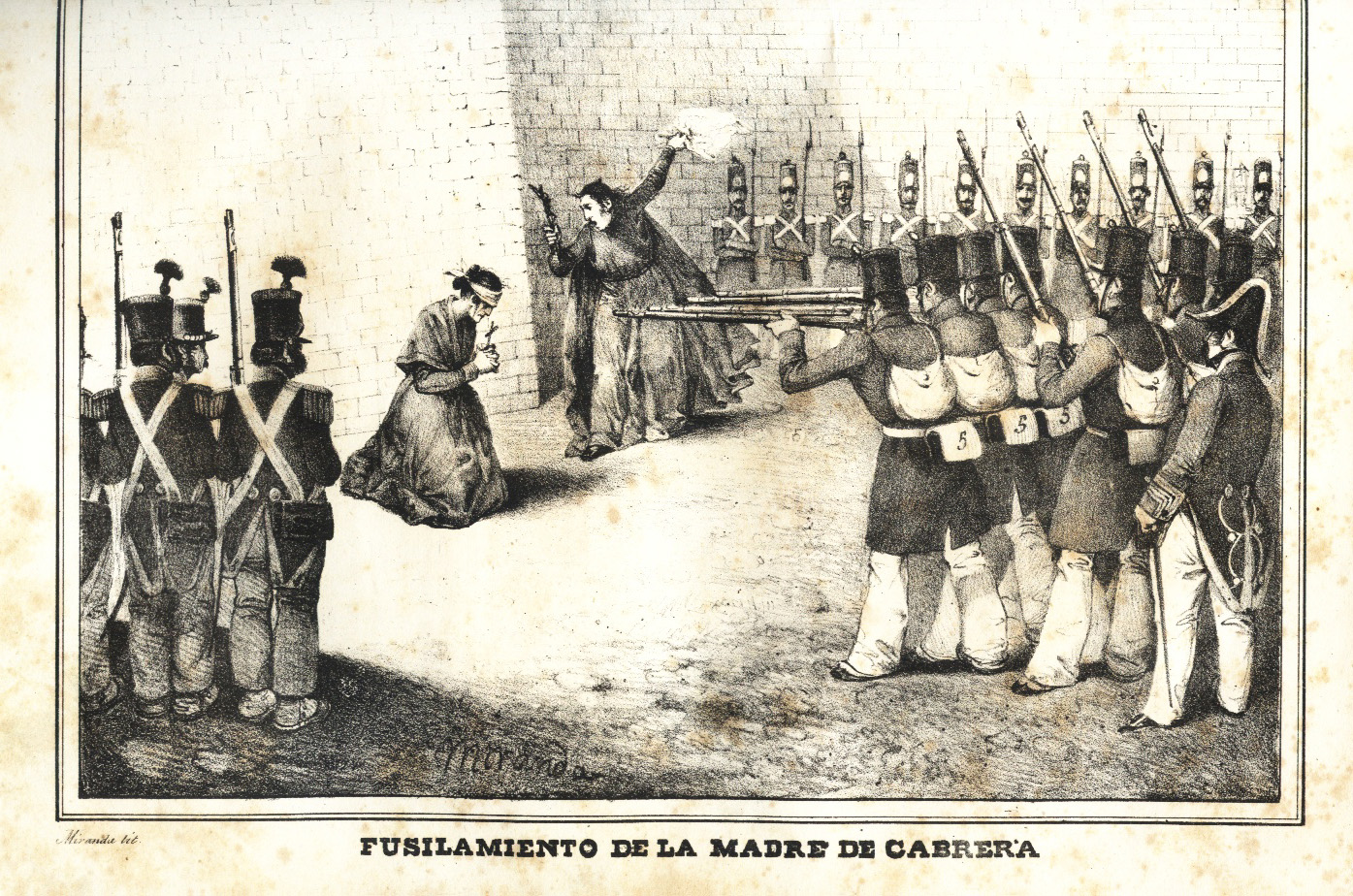
Exécution de la mère de Cabrera

Ayant quitté l'armée carliste avec un certain nombre de soldats qu'il avait sous ses ordres, Cabrera se jeta dans le haut Aragon, où il répandit la terreur au nom de don Carlos, mais en refusant cependant d'obéir aux ordres des chefs carlistes.
Sa troupe ne tarda pas à devenir considérable et il se fit proclamer général par elle. Bientôt il obtint de don Carlos la confirmation de ce grade.
Longtemps on vit Mina et Cabrera, rivaux en politique, mettre leur amour-propre à lutter de cruauté envers les prisonniers que le sort de la guerre faisait tomber entre leurs mains.
Après s'être emparé d'une foule de villes, de bourgs et de châteaux dans la province de Valence et dans l'Aragon, Cabrera, se précipitant à la poursuite de Miguel Gomez, entra dans l'Andalousie, mais dédaigné par la petite cour de don Carlos, il rentra dans l'Aragon, y fut surpris par des forces de beaucoup supérieures, qui battirent et dispersèrent son armée. Lui-même fut grièvement blessé et traqué de tous côtés par les christinos, qui le forcèrent à se cacher dans les bois. Un curé d'Almagon, village voisin des cantonnements, ennemis, lui donna asile.
À peine guéri de sa blessure, il réorganisa son corps d'armée, et grâce à l'ordre et à la discipline qu'il sut établir dans les rangs, il compta bientôt sous ses ordres 10 000 hommes d'infanterie et 1 600 chevaux. Entrant avec la rapidité de l'éclair dans la province de Valence, il y battit complètement les christinos, le 18 février 1837, à Buñol, et le 19 mars suivant, à Burjazot, faisant dans ces deux rencontres une grande quantité de prisonniers et enlevant un butin immense.

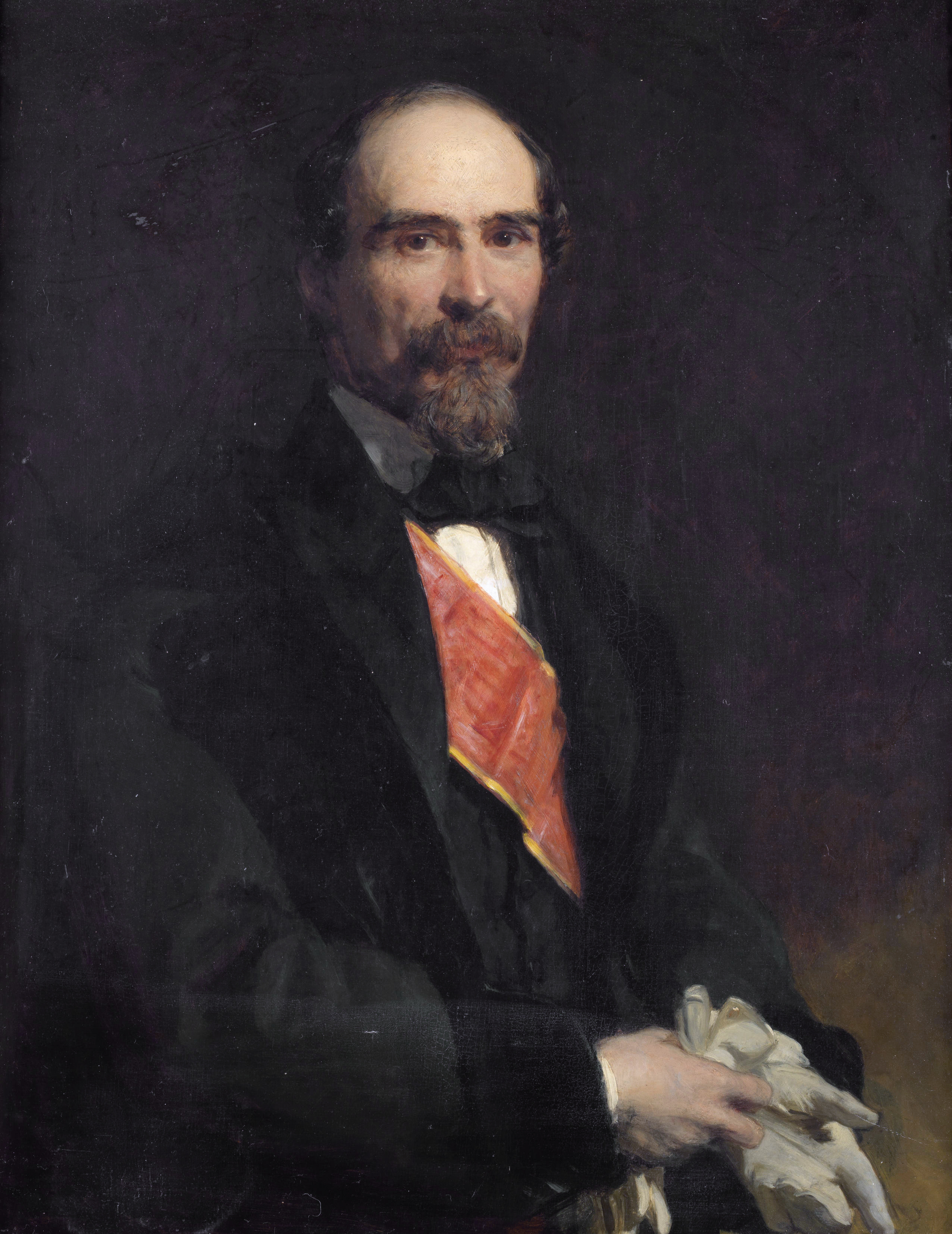
Ramón Cabrera par John Prescott Knight

Battu à son tour par les chasseurs d'Oporto, aux environs de Torre-Bianca, et blessé de nouveau grièvement, il n'échappa que miraculeusement à la mort. On n'avait pas encore pu extraire de son corps le plomb qui l'avait frappé, lorsque l'occupation de l'importante position de Villaréal par les christinos lui inspira l'audacieuse pensée de les y surprendre et de les en chasser.
Après s'être emparé du vieux château fort de Contrarieje, non seulement il résista avec énergie au général Oraa, envoyé pour arrêter ses succès, mais encore il favorisa puissamment la marche du prétendant sur Madrid, manœuvre hardie qui faillit lui ouvrir les portes de cette capitale. Le prince, reconnaissant, le nomma, par un décret de 1838, comte de Morella (Cabrera avait pris cette forteresse), lieutenant-général de ses armées, gouverneur général des provinces d'Aragon, de Valence et de Murcie.
Heureux dans presque toutes ses expéditions, Cabrera se vit enfin réduit à garder la défensive, après la trahison de Marolo. Quand l'impossibilité de soutenir plus longtemps la lutte força le prétendant à abandonner la partie et à se réfugier en France, Cabrera déclara fièrement qu'il continuerait la guerre pour son propre compte. 
Mais une grave maladie (1839) l'empêcha d'exécuter les vastes projets qu'il avait conçus, et le réduisit à rester inactif dans une forte position, au milieu des montagnes de la Catalogne et de l'Aragon, jusqu'au 6 juillet 1840, jour où Espartero le contraignit à se jeter avec les débris de sa troupe sur le territoire français.
Conduit d'abord au château de Ham, il fut rendu à la liberté quelques mois après, et alla, en 1841, rétablir sa santé aux îles d'Hyères.
Le général Cabrera quitta les îles d'Hyères pour l'Angleterre au mois de mai 1850. On apprit par le Morning Post qu'il venait d'épouser, à Londres, miss Marianne-Catherine Richards, fille unique de feu Robert-Vanghan Richards.

## Titres et décorations
- 1er comte (carliste) de Morella ;
- 1er marquis (carliste) del Ter :
- 1er duc (carliste) del Maestrazgo

Ses titres carlistes furent confirmés par le gouvernement libéral le 14 juin 1875. Cabrera y Griñó reconnut Alphonse XIII comme roi d'Espagne la même année.
- Chevalier de l'ordre carliste de la Toison d'or (vers 1870, par Charles « VII »).

## Sources
« Ramón Cabrera », dans Charles Mullié, Biographie des célébrités militaires des armées de terre et de mer de 1789 à 1850, 1852 [détail de l’édition]